# Tricentra cambogiata
Tricentra cambogiata är en fjärilsart som beskrevs av W. Warren 1897. Tricentra cambogiata ingår i släktet Tricentra och familjen mätare. Inga underarter finns listade i Catalogue of Life.